# Tayassuinae
Tayassuinae – podrodzina ssaków łożyskowych z rodziny pekariowatych (Tayassuidae).

## Podział systematyczny
Do podrodziny należy jedno występujące współcześnie plemię:
- Tayassuini T.S. Palmer, 1897

Opisano również plemiona wymarłe:
- Mylohyini Prothero, 2021
- Platygonini Parisi Dutra, Casali, Missagia, Gasparini, Perini & Cozzuol, 2017

Rodzaje wymarłe o statusie icertae sedis:
- Colbertchoerus Prothero, 2021[4] – jedynym przedstawicielem był Colbertchoerus niobrarensis (Colbert, 1935)
- Dyseohyus Stock, 1937[5] – jedynym przedstawicielem był Dyseohyus fricki Stock, 1937
- Mckennahyus Prothero, 2021[6] – jedynym przedstawicielem był Mckennahyus parisidutrai Prothero, 2021
- Skinnerhyus Prothero & Pollen, 2013[7] – jedynym przedstawicielem był Skinnerhyus shermerorum Prothero & Pollen, 2013
- Stirtonhyus Prothero, 2021[8] – jedynym przedstawicielem był Stirtonhyus xiphodonticus (Barbour, 1925)
- Tedfordhyus Prothero, 2021[9] – jedynym przedstawicielem był Tedfordhyus occidentalis (Woodburne, 1969)
- Webbochoerus Prothero, 2021[10] – jedynym przedstawicielem był Webbochoerus macfaddeni Prothero, 2021
- Woodburnehyus Prothero & Pollen, 2013[11] – jedynym przedstawicielem był Woodburnehyus grenaderae Prothero & Pollen, 2013